# Macrosteles skalkahiensis
Macrosteles skalkahiensis är en insektsart som beskrevs av Bryan Patrick Beirne 1952. Macrosteles skalkahiensis ingår i släktet Macrosteles och familjen dvärgstritar. Inga underarter finns listade i Catalogue of Life.